# Dunkerque Handball Grand Littoral
Union Sportive Dunkerque Handball Grand Littoral – francuski klub piłki ręcznej mężczyzn. Klub został założony w 1958 roku, z siedzibą w mieście Dunkierce. Obecnie występuje w rozgrywkach Division 1.

## Sukcesy
Mistrzostwo Francji
- (2014)
- (2013)
- (2011)

Puchar Francji
- (2011)

Puchar EHF
- (2012)

Puchar Ligi Francuskiej:
- (2013)
- (2002)